# Лехнер, Гено
Гено Лехнер (нем. Geno Lechner; род. 1965, Марбург, Гессен) — немецкая актриса театра, кино и телевидения.

## Биография
Гено Лехнер родилась в 1965 году. С 12 лет выступала в цирке. В девятнадцать лет дебютировала на сцене Государственного драматического театра в Штутгарте.
Выступала на сценах театров в Париже, Лондоне и Будапеште.
С 1990 года начала исполнять роли в кино и на телевидении.